# 라마커스 애드나 톰슨

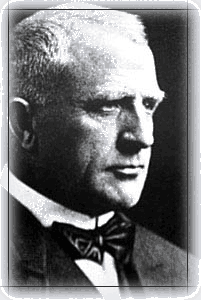
라마커스 애드나 톰슨

라마커스 애드나 톰슨(영어: LaMarcus Adna Thompson, 1848년 3월 8일 ~ 1919년 5월 8일)은 다양한 중력 놀이기구와 롤러코스터를 개발한 것으로 가장 유명한 미국 발명가이자 사업가였다.